# Апостольский экзархат Германии и Скандинавии
Апостольский экзархат Германии и Скандинавии (укр. Апостольський екзархат у Німеччині та Скандинавії, лат. Exarchatus Apostolicus Germaniae et Scandiae) — экзархат Украинской грекокатолической церкви с кафедрой в Мюнхене, Германия. Кафедральным собором апостольского экзархата Германии и Скандинавии является собор Покрова Пресвятой Богородицы и Святого Андрея Первозванного в Мюнхене.

## Территория
Юрисдикция апостольского экзархата охватывает верующих УГКЦ, которые проживают в Германии, Дании, Швеции, Норвегии и Финляндии.

## История
17 апреля 1959 года Римский папа Иоанн XXIII издал буллу Cum ob immane, которой учредил апостольский экзархат Германии и Скандинавии УГКЦ.
Вслед за Украинской греко-католической церковью на Украине, в Польше, Австралии и Апостольской администратуры для католиков византийского обряда в Казахстане и Центральной Азии, Апостольский экзархат Германии и Скандинавии решил провести календарную реформу. Согласно декрету владыки Богдана Дзюраха от 22 апреля 2023 года, с 1 сентября 2023 года Апостольский экзархат Германии и Скандинавии полностью переходит на григорианский календарь, включая Пасхалию, в отличие от УГКЦ на Украине, в Польше.

## Приходы
- В Германии:
  - Украинский персональный приход Святого Николая (Ukrainische Personalpfarrei St. Nikolaus) в Берлине
  - (В Бранденбурге)
    - Украинский греко-католический персональный приход Святого Николая (Ukrainische griechisch-katholische Personalpfarrei des Hl. Nikolaus) во Франкфурте-на-Одере

  - (В Саксонии-Анхальт)
    - Украинский греко-католический персональный приход Святого Николая (Ukrainische griechisch-katholische Personalpfarrei des Hl. Nikolaus) в Магдебурге
    - Украинский отдел душепопечения в Галле

  - (В Саксонии)
    - Украинский греко-католический персональный приход Святого Архангела Михаила (Ukrainische griechisch-katholische Personalpfarrei des Hl. Erzengels Michael) в Дрездене
    - Украинский отдел душепопечения в Лейпциге

  - (В Тюрингии)
    - Украинский отдел душепопечения в Эрфурте
    - Украинский отдел душепопечения в Бодельсхаузене

  - (В Шлезвиг-Гольштейне)
    - Украинский отдел душепопечения в Любеке

  - Украинский персональный приход Всех Святых (Ukrainische Personalpfarrei Allerheiligen) в Гамбурге
  - (В Нижней Саксонии)
    - Украинский отдел душепопечения Святого Владимира (Ukrainische Seelsorgestelle des Hl. Wolodymyr) в Ганновере
    - Украинский отдел душепопечения (Ukrainische Seelsorgestelle) в Брауншвейге
    - Украинский отдел душепопечения Святого Владимира (Ukrainische Seelsorgestelle des Hl. Wolodymyr) в Гёттингене
    - Украинский отдел душепопечения Святого Владимира (Ukrainische Seelsorgestelle des Hl. Wolodymyr) в Хильдесхайме

  - Украинский отдел душепопечения в Бремене
  - (В Северном Рейне-Вестфалии)
    - (В АО Мюнстер)
      - Украинский персональный приход в Мюнстере

    - (В АО Детмольд)
      - Украинский отдел душепопечения в Билефельде
      - Украинский персональный приход в Падерборне

    - (В АО Арнсберг)
      - Украинский персональный приход Христа Царя (Ukrainische Personalpfarrei Christus König) в Бохуме
      - Украинский отдел душепопечения в Дортмунде
      - Украинский персональный приход в Зигене

    - (В АО Дюссельдорф)
      - Украинский персональный приход Христа Царя (Ukrainische Personalpfarrei Christus König) в Дюссельдорфе
      - Украинский персональный приход Христа Царя (Ukrainische Personalpfarrei Christus König) в Эссене
      - Украинский персональный приход Христа Царя (Ukrainische Personalpfarrei Christus König) в Крефельде

    - (В АО Кёльн)
      - Украинский персональный приход Христа Царя (Ukrainische Personalpfarrei Christus König) в Кёльне

  - (В Рейнланд-Пфальце)
    - Украинский греко-католический отдел душепопечения Святого Иоанна Златоуста (Ukrainische griechisch-katholische Seelsorgestelle des Hl. Johannes Chrysostomos) в Кайзерслаутерне
    - Украинский греко-католический отдел душепопечения Святого Иоанна Златоуста (Ukrainische griechisch-katholische Seelsogestelle des Hl. Johannes Chrysostomos) в Кобленце
    - Украинский греко-католический отдел душепопечения Святого Иоанна Златоуста (Ukrainische griechisch-katholische Seelsorgestelle des Hl. Johannes Chrysostomos) в Нойвиде
    - Украинский греко-католический отдел душепопечения Святого Иоанна Златоуста (Ukrainische griechisch-katholische Seelsorgestelle des Hl. Johannes Chrysostomos) в Трире

  - В Саарланде
    - Украинский отдел душепопечения Иоанна Златоуста (Ukrainische griechisch-katholische Seelsorgestelle des Hl. Johannes Chrysostomos) в Саарбрюккене

  - (В Гессене)
    - Украинский персональный приход Святого Климента (Ukrainische Personalpfarrei St. Klemens von Uniw) в Дармштадте
    - Украинский персональный приход Святого Климента (Ukrainische Personalpfarrei St. Klemens von Uniw) во Франкфурте-на-Майне
    - Украинский персональный приход Святого Климента (Ukrainische Personalpfarrei St. Klemens von Univ) в Фульде
    - Украинский католический персональный приход Святого Климента (Ukrainische katholische Personalpfarrei St. Klemens von Uniw) в Касселе

  - (В Баден-Вюртемберге)
    - Украинский персональный приход Святого Иосафата (Ukrainische Personalpfarrei des Hl. Josaphat) во Фрайбурге
    - Украинский греко-католический отдел душепопечения Иоанна Златоуста (Ukrainische griechisch-katholische Seelsorgestelle des Hl. Johannes Chrysostomos) в Хайдельберге
    - Украинский греко-католический персональный приход Святого Иосафата (Ukrainische griechisch-katholische Personalpfarrei des Hl. Josaphat) в Карлсруэ
    - Украинский персональный приход Святого Иосафата (Ukrainische Personalpfarrei des Hl. Josaphat) в Констанце
    - Украинский отдел душепопечения в Людвигсбурге
    - Украинский греко-католический отдел душепопечения Святого Иоанна Златоуста (Ukrainische griechisch-katholische Seelsorgestelle des Hl. Johannes Chrysostomos) в Мангейме
    - Украинский греко-католический персональный приход Святого Василия Великого (Ukrainische grichisch-katholische Personalpfarrei des Hl. Basilius des Großen) в Штутгарте
    - Украинский отдел душепопечения в Тюбингене

  - (В Баварии)
    - (В Верхней Баварии)
      - Украинский греко-католический персональный приход Покрова Пресвятой Богородицы и Святого Андрея (Ukrainische griechisch-katholische Personalpfarrei Maria Schutz und St. Andreas) в Мюнхене
      - Украинский отдел душепопечения Успения Пресвятой Богородицы (Ukrainische griechisch-katholischeSeelsorgestelle Entschlafung der allerheiligsten Gottesmutter) в Мюнхене
      - Украинский отдел душепопечения в Ингольштадте
      - Украинский отдел душепопечения в Розенхайме

    - (В Нижней Баварии)
      - Украинский отдел душепопечения (Ukrainische Seelsorgestelle) в Эггенфельдене
      - Украинский отдел душепопечения в Ландсхуте
      - Украинский отдел душепопечения в Пасау

    - (В Верхнем Пфальце)
    - Украинский отдел душепопечения в Регенсбурге
    - (В Верхней Франконии)
      - Украинский персональный приход Святого Николая (Ukrainische Personalpfarrei des Hl. Nikolaus) в Бамберге

    - (В Средней Франконии)
      - Украинский персональный приход Святого Николая (Ukrainische Personalpfarrei Hl. Nikolaus) в Нюрнберге

    - (В Нижней Франконии)
      - Украинский греко-католический персональный приход Святого Николая (Ukrainische griechisch-katholische Personalpfarrei des Hl. Nikolaus) в Вюрцбурге

    - (В Швабии)
      - Украинский отдел душепопечения Блаженного Петра Вергуна (Ukrainische Seelsorgestelle des Seligen Petro Werhun) в Аугсбурге
      - Украинский отдел душепопечения в Ной-Ульме[4]
- В Швеции
  - Украинский отдел душепопечения в Стокгольме
  - Украинский отдел душепопечения в Вернамо
  - Украинский отдел душепопечения в Гётеборге
  - Украинский отдел душепопечения в Эребру
  - Украинский отдел душепопечения в Мальмё
  - Украинский отдел душепопечения в Кристианстаде
  - Украинский греко-католический отдел душепопечения в Векшё[5]
- В Финляндии
  - Украинский отдел душепопечения в Хельсинки
- В Норвегии
  - Украинский отдел душепопечения в Норвегии
- В Дании
  - Украинский отдел душепопечения в Копенгагене
  - Украинский отдел душепопечения в Вайле
  - Украинский отдел душепопечения в Ольборге[6]

## Ординарии
- епископ Платон Корниляк (17 апреля 1959 — 16 декабря 1996);
- епископ Пётр Крик (20 ноября 2000 — 18 февраля 2021);
- епископ Богдан Дзюрах, C.S.R. (с 18 февраля 2021 года).

## Источник
- Annuario Pontificio, Libreria Editrice Vaticana, Città del Vaticano, 2003, стр. 958, ISBN 88-209-7422-3
- Булла Cum ob immane (лат.)